# Liste der Biografien/Fok
Liste der Biografien |
Portal Biografien |
Personensuche
# |
A |
B |
C |
D |
E |
F |
G |
H |
I |
J |
K |
L |
M |
N |
O |
P |
Q |
R |
S |
T |
U |
V |
W |
X |
Y |
Z |
?
 
Fa |
Fe |
Ff |
Fh |
Fi |
Fj |
Fk |
Fl |
Fm |
Fn |
Fo |
Fr |
Ft |
Fu |
Fy
 
Foa |
Fob |
Foc |
Fod |
Foe |
Fof |
Fog |
Foh |
Foi |
Foj |
Fok |
Fol |
Fom |
Fon |
Foo |
Fop |
For |
Fos |
Fot |
Fou |
Fov |
Fow |
Fox |
Foy |
Foz
Die Liste der Biografien führt alle Personen auf, die in der deutschsprachigen Wikipedia einen Artikel haben. Dieses ist eine Teilliste mit 30 Einträgen von Personen, deren Namen mit den Buchstaben „Fok“ beginnt.

## Fok
- Fok Ming Shan (* 1958), chinesischer Bogenschütze
- Fok, Alexander Wiktorowitsch (1843–1926), russischer Generalleutnant
- Fok, Henry (1923–2006), chinesischer Unternehmer
- Fok, Timothy (* 1946), chinesischer Unternehmer und Sportfunktionär

### Foka
- Fokas, Athanassios S. (* 1952), griechischer Mathematiker

### Fokc
- Fokczyński, Edward (1896–1944), polnischer Ingenieur

### Foke
- Fokerots, Kristiāns (* 2005), lettischer Volleyball- und Beachvolleyballspieler
- Foket, Thomas (* 1994), belgischer Fußballspieler

### Foki
- Fokin, Anton (* 1982), usbekischer Turner
- Fokin, Sergei Alexandrowitsch (* 1961), russischer Fußballspieler
- Fokin, Valery V. (* 1971), US-amerikanischer Chemiker
- Fokin, Witold (1932–2025), ukrainischer Politiker
- Fokin, Wladislaw Igorewitsch (* 1986), russischer Eishockeytorwart
- Fokina, Elena (* 1977), russische Balletttänzerin, Choreografin und Tanzpädagogin
- Fokina, Galina Nikolajewna (* 1984), russische Tennisspielerin
- Fokina, Olesja Jurjewna (* 1954), sowjetische bzw. russische Journalistin, Filmregisseurin und Hochschullehrerin
- Fokina, Walentina Konstantinowna (1920–1977), sowjetische Hürdenläuferin und Sprinterin
- Fokine, Michel (1880–1942), russisch-amerikanischer Choreograf und Gründer des modernen Ballett
- Fokitschew, Sergei Rostislawowitsch (* 1963), russischer Eisschnellläufer

### Fokk
- Fokke, Annemieke (* 1967), niederländische Hockeyspielerin
- Fokke, Bernard, niederländischer Schiffskapitän
- Fokke, Catharina, niederländische Schauspielerin
- Fokke, Luna (* 2001), niederländische Hockeyspielerin
- Fokken-Esens, Hinrich (1889–1976), deutscher Maler
- Fokker, Adriaan Daniël (1887–1972), niederländischer Physiker, Musiker und Komponist
- Fokker, Anton Herman Gerard (1890–1939), niederländischer FlugzeugbauerAnton Herman Gerard Fokker (1890–1939)

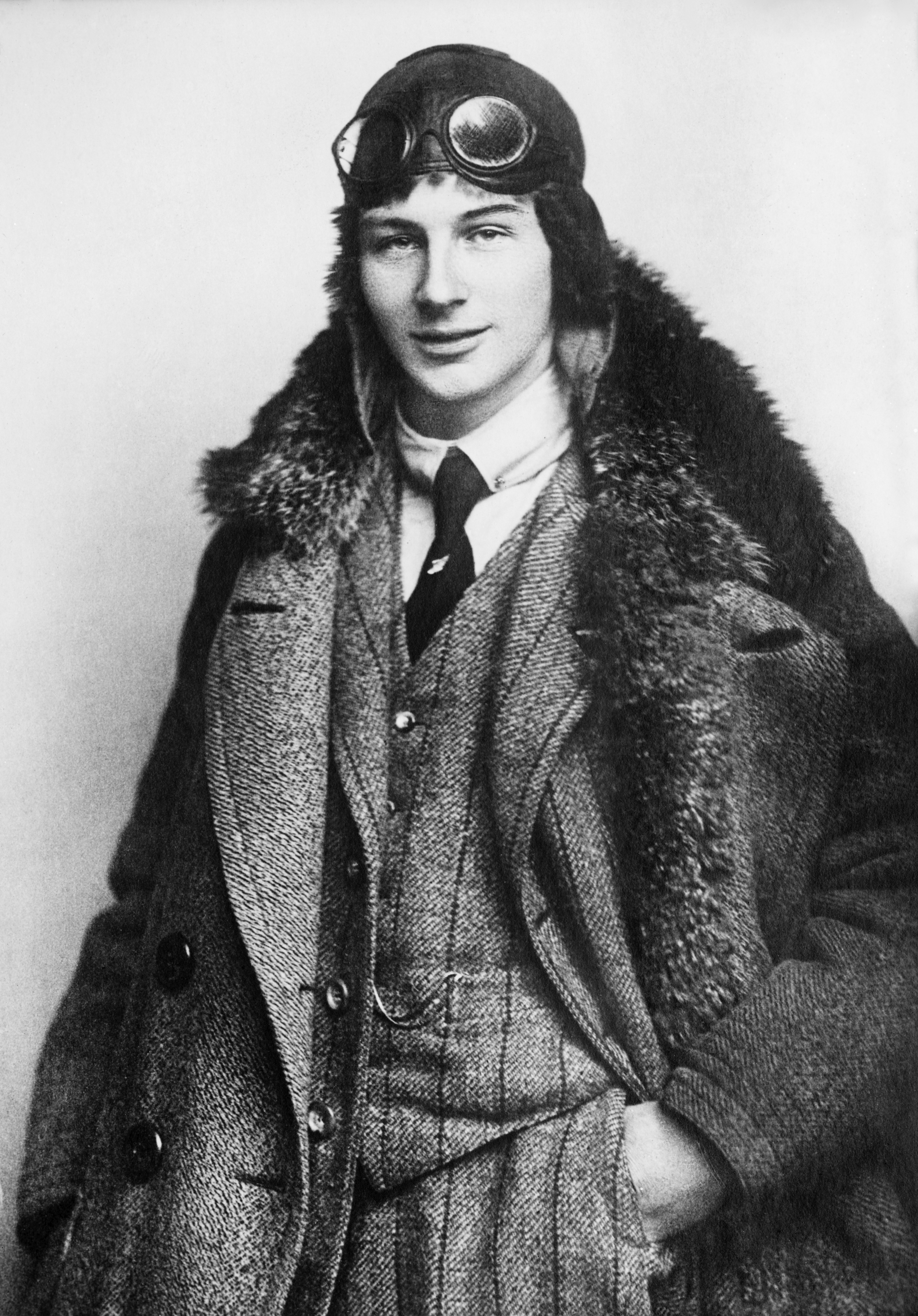
Anton Herman Gerard Fokker (1890–1939)

- Fokker, Suze (1864–1900), niederländische Malerin und Zeichnerin

### Foks
- Foks, Darek (* 1966), polnischer Dichter, Prosaschriftsteller und Drehbuchautor

### Foku
- Fokuhl, Brigitte (1940–2024), deutsche Autorin

### Foky
- Foky, Ottó (1927–2012), ungarischer Graphiker, Filmpuppengestalter und Trickfilmregisseur